# Troistorrents
Troistorrents és un municipi del cantó suís del Valais, situat al districte de Monthey. En aquest municipi hi ha l'estació d'esquí de Morgins.